# Diholoside
 (avril 2024).
La mise en forme du texte ne suit pas les recommandations de Wikipédia : il faut le « wikifier ».
Les points d'amélioration suivants sont les cas les plus fréquents. Le détail des points à revoir est peut-être précisé sur la page de discussion.
- Les titres sont pré-formatés par le logiciel. Ils ne sont ni en capitales, ni en gras.
- Le texte ne doit pas être écrit en capitales (les noms de famille non plus), ni en gras, ni en italique, ni en « petit »…
- Le gras n'est utilisé que pour surligner le titre de l'article dans l'introduction, une seule fois.
- L'italique est rarement utilisé : mots en langue étrangère, titres d'œuvres, noms de bateaux, etc.
- Les citations ne sont pas en italique mais en corps de texte normal. Elles sont entourées par des guillemets français : « et ».
- Les listes à puces sont à éviter, des paragraphes rédigés étant largement préférés. Les tableaux sont à réserver à la présentation de données structurées (résultats, etc.).
- Les appels de note de bas de page (petits chiffres en exposant, introduits par l'outil «  Source ») sont à placer entre la fin de phrase et le point final[comme ça].
- Les liens internes (vers d'autres articles de Wikipédia) sont à choisir avec parcimonie. Créez des liens vers des articles approfondissant le sujet. Les termes génériques sans rapport avec le sujet sont à éviter, ainsi que les répétitions de liens vers un même terme.
- Les liens externes sont à placer uniquement dans une section « Liens externes », à la fin de l'article. Ces liens sont à choisir avec parcimonie suivant les règles définies. Si un lien sert de source à l'article, son insertion dans le texte est à faire par les notes de bas de page.
- La présentation des références doit suivre les conventions bibliographiques. Il est recommandé d'utiliser les modèles {{Ouvrage}}, {{Chapitre}}, {{Article}}, {{Lien web}} et/ou {{Bibliographie}}. Le mode d'édition visuel peut mettre en forme automatiquement les références.
- Insérer une infobox (cadre d'informations à droite) n'est pas obligatoire pour parachever la mise en page.

Pour une aide détaillée, merci de consulter Aide:Wikification.
Si vous pensez que ces points ont été résolus, vous pouvez retirer ce bandeau et améliorer la mise en forme d'un autre article.

Le saccharose, est un diholoside formé par 2 oses : le D-glucose (à gauche) et le D-fructose (à droite).

Un diholoside est un sucre formé par deux oses (sucres simples non-hydrolysables). Si l'on suit une nomenclature biochimique rigoureuse, on n'utilisera plus le terme disaccharides, mais diholosides. Toutefois l'usage conserve disaccharides. Les diholosides font partie de la catégorie des oligoholosides.
De façon générale, une liaison formée entre deux monomères glucidiques, comme c'est le cas pour les diholosides, s'appelle une liaison osidique. Cette liaison est hydrolysable par voie chimique (emploi d'acides concentrés à chaud) ou par voie enzymatique (voir enzyme). On retiendra comme exemple d'hydrolyse par voie enzymatique la béta-galactosidase lors de l'hydrolyse du lactose.
La formation d'une liaison osidique bloque l'activité des fonctions qu'elle met en jeu, notamment l'activité réductrice des fonctions aldéhydes et la mutarotation.
Les deux oses engagés dans une liaison osidique ne peuvent se présenter que sous une forme cyclisée. Les formes linéaires (tautomères) - très rares car représentant moins de 0,1 % des oses en solution aqueuse - ne peuvent créer de liaison covalente entre elles.

## Classification
On distingue deux types de diholosides, les diholosides réducteurs et les diholosides non-réducteurs.
- Un diholoside réducteur se compose de deux sous-unités dont le carbone no 1 porte la fonction pseudo-aldéhyde. Le carbone hémiacétalique - demeuré libre - d'un des deux oses est engagé dans une liaison osidique avec un hydroxyle (OH) de l'autre ose. La fonction pseudoaldéhyde de cet ose reste libre, contrairement à ce qui se passe dans le cas d'un diholoside non-réducteur. Citons :

Le maltose (α-D-glcp(1→4)-D-glcp)
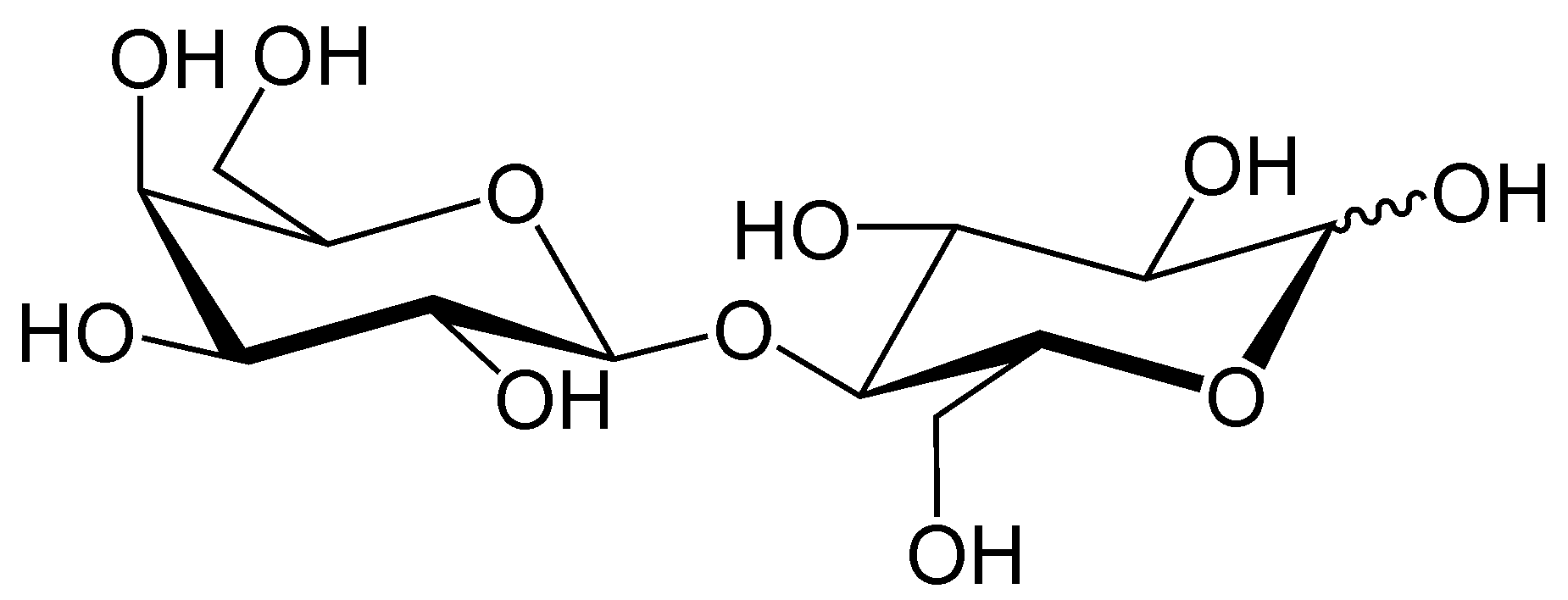
le lactose β-D-galp(1→4)-D-glcp)
le cellobiose (β-D-glcp(1→4)-D-glcp)

- Un diholoside non-réducteur se compose de deux sous-unités liées par leurs fonctions pseudo-aldéhydes respectives. Par opposition avec le diholoside réducteur, aucune des fonctions pseudo-aldéhydes portées par les deux oses ne demeure libre. Citons :

le saccharose (α-D-glcp(1→2)-D-fruf)
le tréhalose (α-D-glcp(1→1)-D-glcp ; (sucre "nouveau" dans l'alimentation humaine)

## Famille de diholosides

### Hétérodiholosides

#### Glucose - Fructose
- Tréhalulose ⇒ Glucose α(1→1) Fructose[1]
- Saccharose ⇒ Glucose α(1→2) Fructose
- Turanose ⇒ Glucose α(1→3) Fructose[2] (diholoside réducteur)
- Maltulose ⇒ Glucose α(1→4) Fructose
- Leucrose ⇒ Glucose α(1→5) Fructose[1] (diholoside réducteur)
- Isomaltulose (Palatinose) ⇒ Glucose α(1→6) Fructose[3] (diholoside réducteur)
- Gentiobiulose ⇒ Glucose β(1→6) Fructose

#### Autre
- Mélibiose ⇒ Glucose α(1→6) Galactose[4]
- Lactulose ⇒ Galactose β(1→4) Fructose[5]
- Lactose ⇒ Galactose β(1→4) Glucose (diholoside réducteur)
- Rutinose ⇒ Rhamnose α(1→6) Glucose[6]

### Homodiholosides

#### De fructose
- Inulobiose[7] ⇒ Fructose β(2→1) Fructose

#### De mannose
- 2alpha-Mannobiose  ⇒ Mannose α(1→2) Mannose
- 3alpha-Mannobiose  ⇒ Mannose α(1→3) Mannose

#### De glucose
- Tréhalose ⇒ Glucose α(1→1)α Glucose[8]
- Kojibiose ⇒ Glucose α(1→2) Glucose[9]
- Nigerose (sakébiose) ⇒ Glucose α(1→3) Glucose[10]
- Maltose ⇒ Glucose α(1→4) Glucose[11]  (diholoside réducteur)
- Isomaltose ⇒ Glucose α(1→6) Glucose[12]  (diholoside réducteur)
- Sophorose ⇒ Glucose β(1→2) Glucose
- Laminaribiose ⇒ Glucose β(1→3) Glucose[12]
- Cellobiose ⇒ Glucose β(1→4) Glucose[13] (diholoside réducteur)
- Gentiobiose ⇒ Glucose β(1→6) Glucose[14]